# Claude-Henri de Fusée de Voisenon
Claude-Henri de Fusée, conte di Voisenon, anche noto come l'abate di Voisenon (Voisenon, 8 luglio 1708 – Voisenon, 22 novembre 1775) è stato uno scrittore, drammaturgo e abate francese.

## Biografia
Nato nel Castello di Voisenon da Louis Claude de Fusée, cavaliere signore di Voisenon, e da Marie Anne de Palerne, Claude-Henri ebbe una giovinezza mondana. Un aneddoto spesso citato afferma che "di salute cagionevole ma dotato di un'intelligenza acuta", aveva solo 11 anni quando scrisse un'epistola in versi a Voltaire, che lo ringraziò e gli predispose una carriera poetica. Fu l'inizio di un'amicizia che durò fino alla morte di Voisenon, senza mai vacillare. Se l'amicizia epistolare tra i due è innegabile (Voltaire lo soprannominò "il caro amico Greluchon"), il fatto riportato tuttavia è probabilmente falso e dovuto all'immaginazione della contessa Turpin de Crissé, la sua prima biografa.

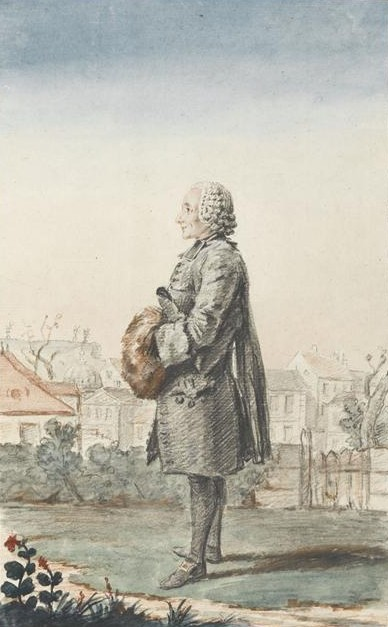
Voisenon ritratto da Carmontelle, 1760, Chantilly, Museo Condé.

In quanto figlio più giovane, la sua famiglia lo destinò alla carriera ecclesiastica, in seguito (forse ancora una leggenda) ad un presunto duello in cui ferì gravemente il suo avversario. Nel 1739 fu ordinato sacerdote. Divenne vicario generale della diocesi di Boulogne, il cui vescovo all'epoca era un suo parente, monsignor Henriot. Fu anche nominato abate in commendam dell'abbazia di Chapelle-aux-Planches.
Il vescovo di Boulogne gli commissionò la stesura dei suoi mandati, nei quali Voisenon pare introducesse più epigrammi che pensieri edificanti. Quando il vescovo morì nel 1741, "la città e il clero di Boulogne" chiesero al cardinale de Fleury che Voisenon gli succedesse. Voisenon si precipitò allora a Versailles per chiedere di non essere nominato: "Come fanno ad aspettarsi che io [...] li guidi, quando ho così tanti problemi a guidare me stesso?" Vinse infine la causa anche se gli fu affidata l'abbazia di Jard, vicino a Melun, di cui ricevette solo la rendita.
L'abate di Voisenon si interessò al teatro e frequentò i letterati del salotto di Madame Doublet, che chiamava affettuosamente "madrina": Crébillon figlio, Charles Pinot Duclos, Charles Simon Favart e sua moglie Justine.
Molto popolare nella società letteraria, fu uno dei membri di spicco della Société du bout du banc di Mademoiselle Quinault e frequentò anche i salotti di Madame Geoffrin e della d'Épinay. Si vedeva pure spesso nel castello del duca di La Vallière a Montrouge, tanto che Voltaire lo chiamava scherzosamente "Monseigneur de Montrouge". Grande amante del buon vino, della buona tavola e della galanteria, si dice che fosse l'amante di Madame Favart. Scrisse romanzi e racconti libertini, poesie leggere in rima o di argomento biblico, compose commedie in versi, alcune delle quali ebbero successo, e un'opera (L'Amour et Psyché del 1760).
Rifiutò il posto diplomatico offertogli dal duca di Choiseul, ma accettò una pensione di 6.000 livres per comporre l'Essais historiques ad uso dei nipoti di Luigi XV. Fu presentato a Madame de Pompadour, con la quale si trovò presto in grande sintonia, e usò la sua influenza per aiutare i letterati in difficoltà.
Grazie alla protezione di Voltaire, fu eletto all'Académie française il 4 dicembre 1762, in sostituzione di Crébillon padre.
Durante la riforma Maupeou, fu vicino ai principali ministri, mentre nel 1771 il duca d'Aiguillon lo fece nominare ministro plenipotenziario del principe vescovo di Spira. Fu anche vicino all'abate Terray, a cui contribuì alla festa organizzata per il matrimonio del nipote.
Qualche tempo dopo il ristabilimento delle corti sovrane, abbandonò la vita parigina. Si trasferì nel castello di Voisenon dove scrisse il suo testamento poco prima della sua morte, avvenuta il 22 novembre 1775. Secondo le sue volontà il corpo fu trasferito nella tomba di famiglia in una cappella dell'Abbazia di Jard. L'amico Favart ne scrisse l'elogio funebre.

## Opere

### Teatro
- L'Heureuse Ressemblance, commedia in un atto e in versi, 1738
- L'École du monde, commedia in 3 atti e in versi, rappresentata alla Comédie-Française il 14 ottobre 1739
- Le Retour de l'ombre de Molière, commedia in un atto e in versi, rappresentata alla Comédie-Française il 21 novembre 1739
- Les Mariages assortis, commedia in 3 atti e in versi, rappresentata per la prima volta dai Comédiens italiens ordinari del re il 10 febbraio 1744 (pubblicata nel 1746)
- La Coquette fixée, commedia in 3 atti e in versi, con Charles-Antoine Leclerc de La Bruère ed il duca di Nivernais, rappresentata per la prima volta dai Comédiens italiens ordinari del re il 10 marzo 1746
- La Fausse Prévention, commedia in 3 atti e in versi, rappresentata per la prima volta dai Comédiens italiens ordinari de re il 29 dicembre 1749
- Le Réveil de Thalie, commedia, rappresentata per la prima volta dai Comédiens italiens ordinari del re il 19 giugno 1750
- Titon et l'Aurore, pastorale eroica, musica di Jean-Joseph de Mondonville, eseguita per la prima volta all'Académie royale de musique il 9 gennaio 1753
- Les Magots, parodia de L'Orphelin de la Chine di Voltaire, in un atto e versi, rappresentata per la prima volta dai Comédiens italiens ordinari del re il 19 marzo 1756
- La Jeune Grecque, commedia in 3 atti e versi liberi, 1756 (stampata nel 1762)
- La Petite Iphigénie, parodie de la Grande, rappresentata per la prima volta dai Comédiens italiens ordinari del re nel luglio 1757
- L'Amour et Psyché, balletto eroico, rappresentato per la prima volta dall'Académie Royale de musique il 9 maggio 1758.
- La parodie au Parnasse, opera comica in un atto, rappresentata per la prima volta all'Opéra comique de la foire saint Germain il 20 marzo 1759 (attribuita anche a Favart)
- Hilas et Zélie, pastorale in un atto, musica di Bernard de Bury, rappresentata a Versailles il 12 gennaio 1763
- La Fée Urgèle ou Ce qui plaît aux dames, commedia in 4 atti mista ad ariette, rappresentata a Fontainebleau il 26 ottobre 1765
- L'Amant jardinier ou l'Amusement de la campagne, commedia di Favart e Claude-Henri Fusée de Voisenon rappresentata dai Comédiens Italiens il 7 giugno 1756[7]. Ripresa con il titolo L'Amant déguisé, ou le Jardinier supposé, commedia in un atto mista ad ariette, libretto di Favart, musica di François-André Danican Philidor, rappresentata per la prima volta dai Comédiens italiens ordinari del re il 2 settembre 1769.
- L'Amitié à l'épreuve, commedia in due atti e versi misti ad ariette, musica di André Grétry, rappresentata a Fontainebleau il 13 novembre 1770.
- Fleur d'Épine, opéra-comique in 2 atti e prosa, con musica di Marie-Emmanuelle Bayon, mista ad ariette, tratta da Hamilton, rappresentata per la prima volta dai Comédiens italiens ordinari del re il 22 agosto 1776.

### Romanzi e racconti
- Zulmis et Zelmaïde, racconto licenzioso, 1745
- Turlubleu, histoire grecque tirée du manuscrit gris-de-lin, trouvé dans les cendres de Troye, 1745
- Le Sultan Misapouf et la princesse Grisemine, romanzo, Londra, 1746, 2 vol. in-12
- Les Fêtes roulantes et les Regrets des petites rues, 1747
- Histoire de la Félicité, 1751
- Tant mieux pour elle, conte plaisant, 1760
- Romans et Contes, 1767, 2 vol. - ried.: 1775, 1798, 1818
- Contes légers suivis des Anecdotes littéraires, Parigi, E. Dentu, Biblioteca scelta dei capolavori francesi e stranieri, 1885 (testo integrale sulla biblioteca digitale Gallica)

### Varie
- Le Code des Amants, poema eroico in tre canti, 1739
- Les Israélites à la montagne d'Oreb, poema biblico per il concerto spirituale, musica di Mondonville, 1758
- Les Fureurs de Saül, poema biblico per il concerto spirituale, musica di Mondonville, 1759
- Les À-propos, histoire du siècle passé, novella pubblicata nel Mercure de France, 1756.